# Telekia
Telekia es un género de plantas fanerógamas perteneciente a la familia de las asteráceas. Comprende 5 especies descritas y de estas, solo 2  aceptadas.  Estas especies se encuentran en los Alpes en Europa. 

## Taxonomía
El género fue descrito por Johann Christian Gottlob Baumgarten y publicado en Enumeratio Stirpium Transsilvaniae 3: 149. 1816.

## Especies
- Telekia speciosa
- Telekia speciosissima DC.[4]